# アーサー・ストックデイル・コープ
アーサー・ストックデイル・コープ（Sir Arthur Stockdale Cope, KCVO, RA 、1857年11月2日 - 1940年7月5日）は、イギリスの肖像画家である。

## 略歴
ロンドンのサウス・ケンジントンで歴史画や風俗画を得意とする画家のチャールズ・ウェスト・コープ(1811-1890)の息子に生まれた。ノリッジのグラマースクールなどで学んだ後、フランシス・スティーブン・ケーリが経営する美術学校で学び、1874年からロイヤル・アカデミー・オブ・アーツの美術学校で学んだ。
19歳の1876年からロイヤル・アカデミーの展覧会に出展し、主に肖像画を描き、1935年までの約60年間で288点の作品をロイヤル・アカデミーの展覧会や王立肖像画家協会(Royal Society of Portrait Painters)の展覧会に出展した。エドワード7世からジョージ5世、エドワード8世の3代のイギリス国王やドイツ皇帝のヴィルヘルム2世、カンタベリー大主教の肖像画も描いた。
1900年に王立肖像画家協会のフェローに選ばれ、1910年にロイヤル・アカデミーの正会員に選ばれた。1917年にナイトの爵位を授与された。1927年にロイヤル・ヴィクトリア勲章(Knight Commander)を受勲した。
サウス・ケンジントンに美術学校を設立し、教えた画家にはヴァネッサ・ベル(1879-1961)らがいる。
1940年にコーンウォールの Launcestonで亡くなった。

## 作品

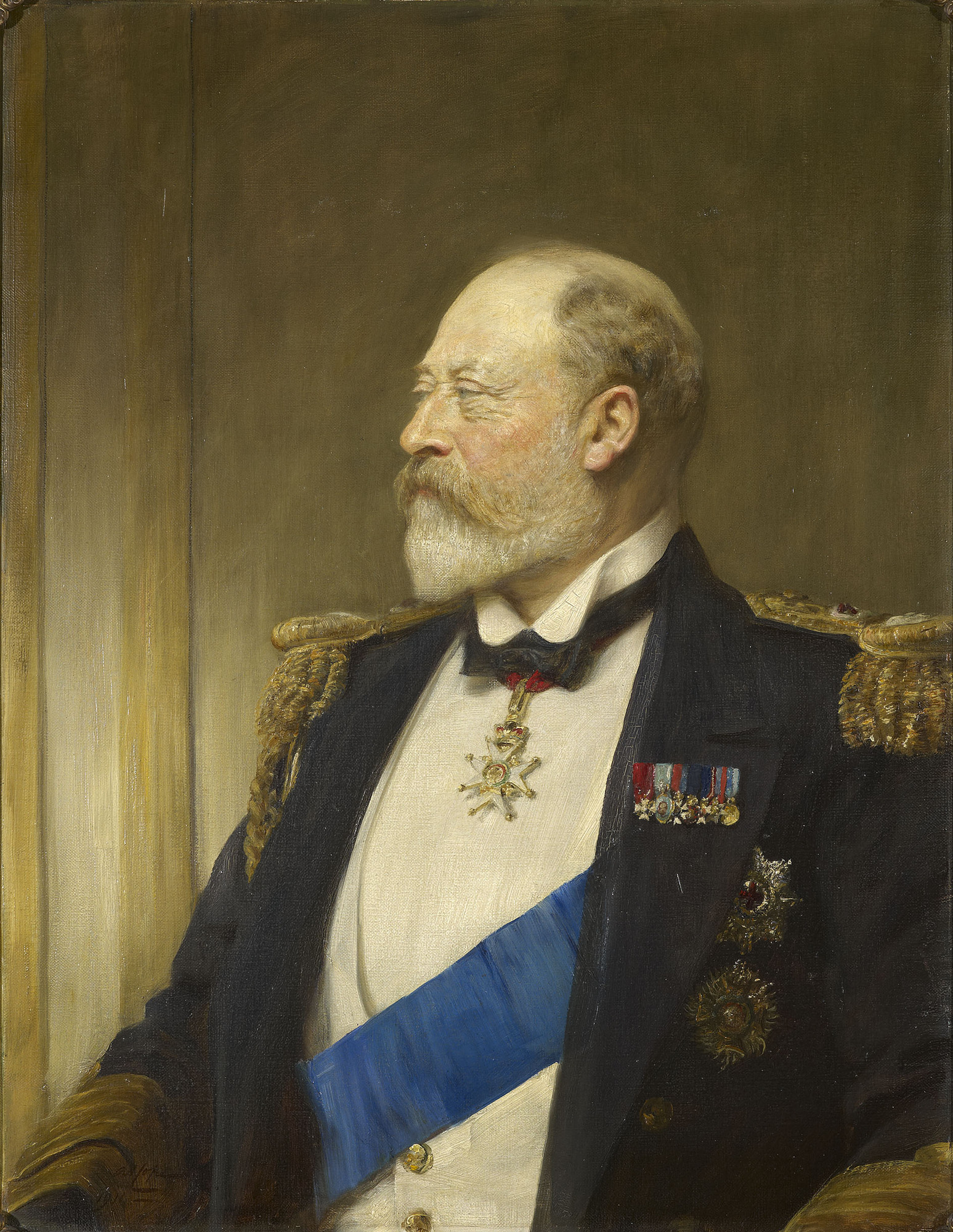
エドワード7世 (1911) ロイヤル・コレクション
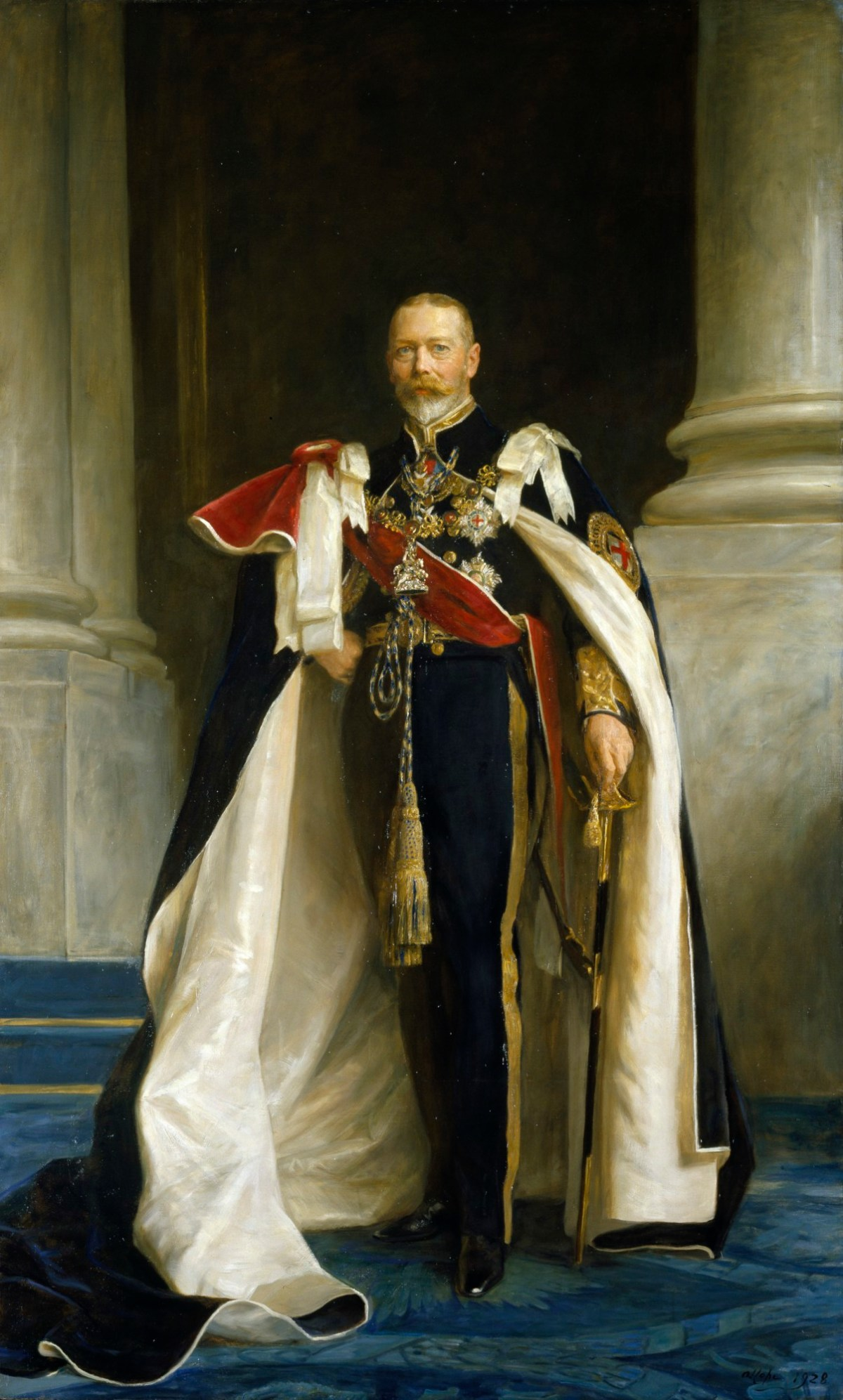
ジョージ5世 (1928)
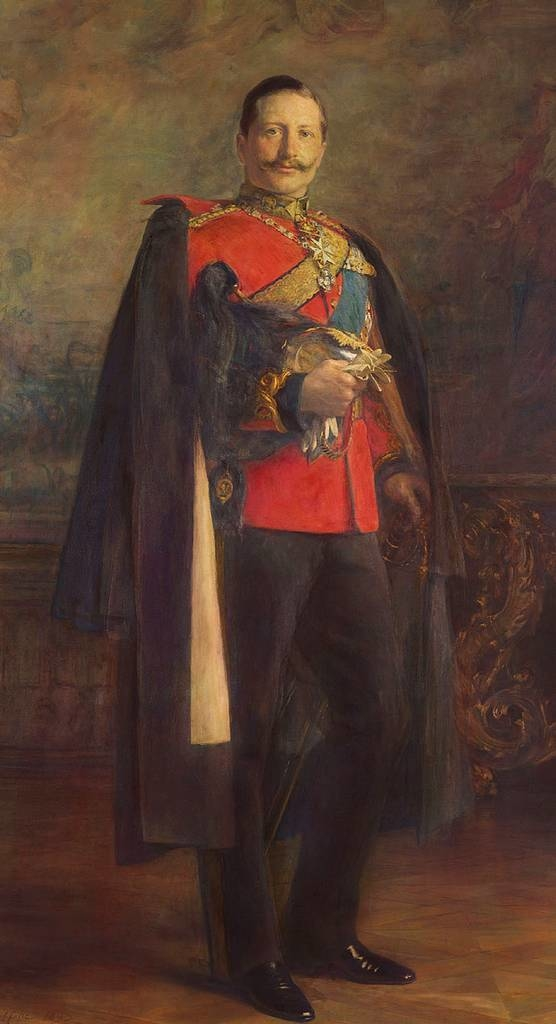
ヴィルヘルム2世(1895) ロイヤル・コレクション
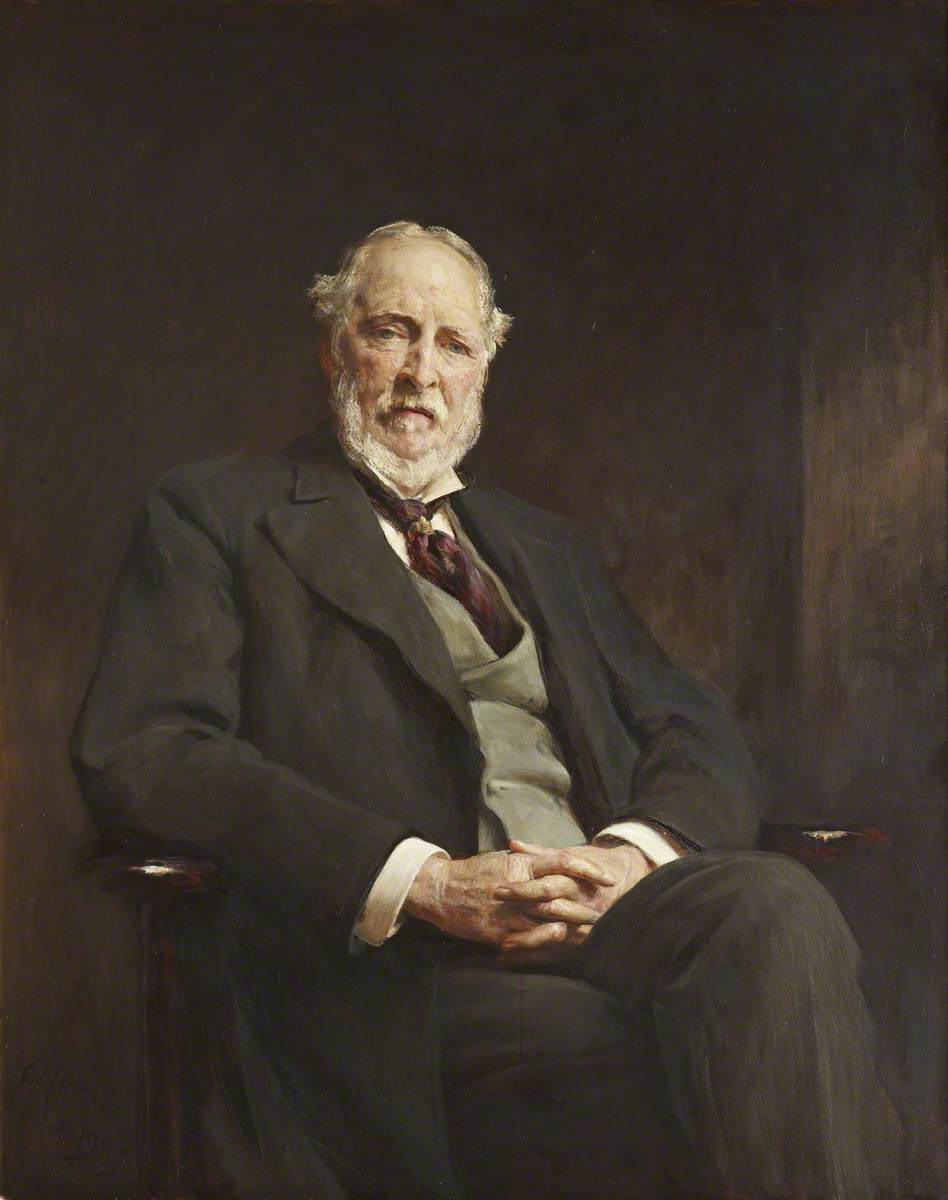
第3代ブリストル侯爵 (1905)
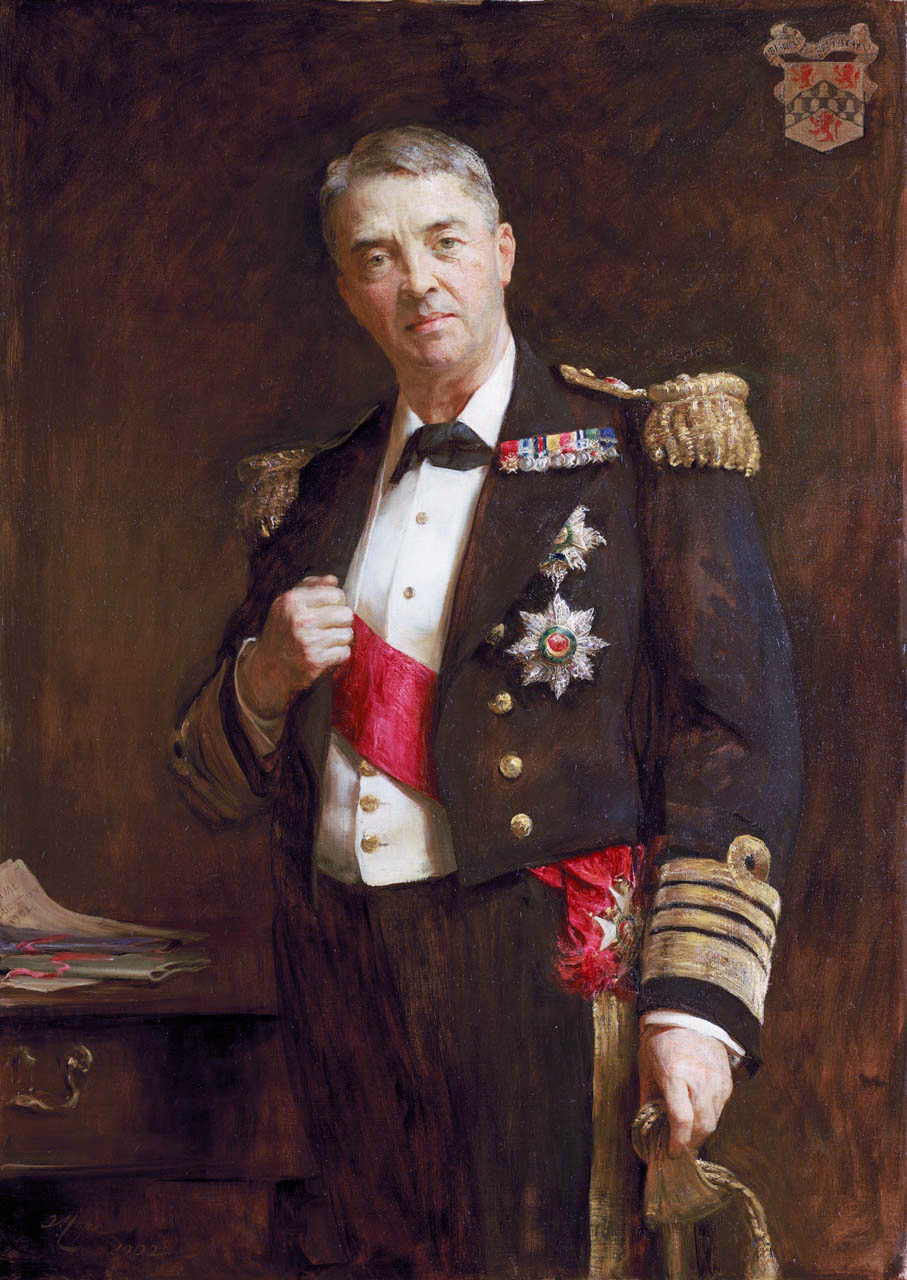
ジョン・アーバスノット・フィッシャー(海軍提督)　(1902)
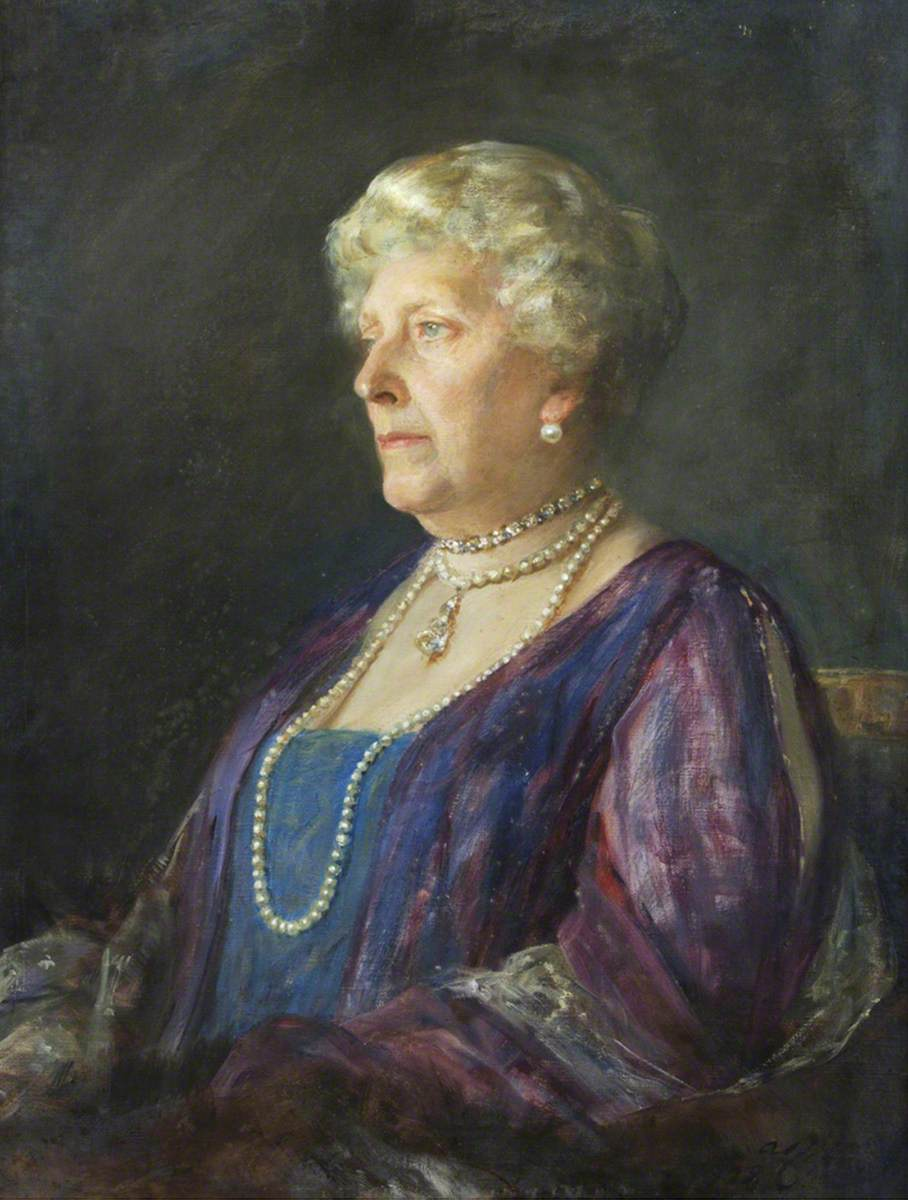
ベアトリス (イギリス王女)
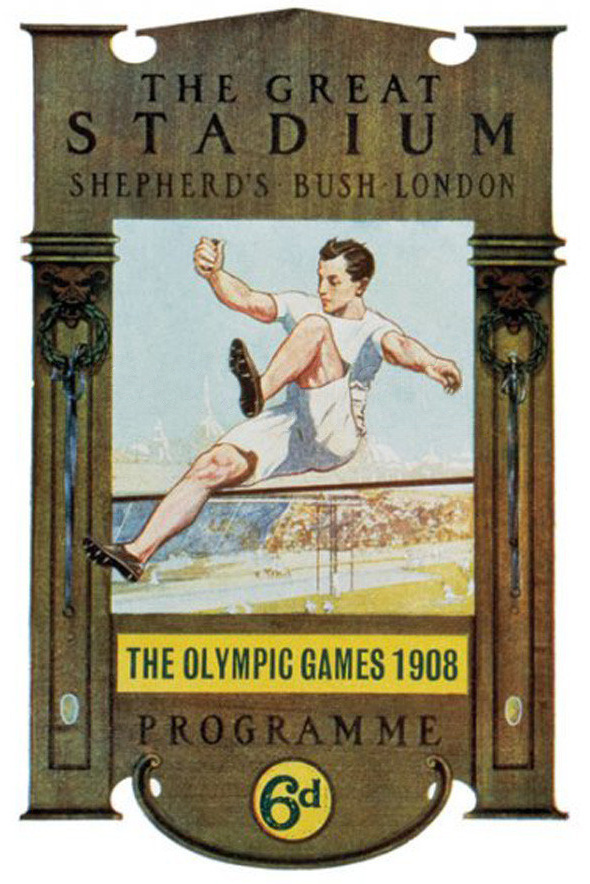
1908年ロンドンオリンピックのポスター